# Kapuzinerkloster Villingen
Das Kapuzinerkloster Villingen ist ein abgegangenes Kloster des Kapuzinerordens im Ortsteil Villingen der Stadt Villingen-Schwenningen. Die Grundsteinlegung erfolgte 1655 am Niederen Tor. Das Kloster wurde 1806 aufgehoben und nach einer kurzzeitigen Nutzung als Lazarett 1820 zu einer Brauerei umgebaut. Mitte des 19. Jahrhunderts erfolgte der Abriss des Konvents. Erhalten haben sich die entkernten und neu ausgebauten Gebäude der Laienkirche, des Presbyteriums und des Psallierchores.

## Geschichte
Der Magistrat der Statt Villingen ersuchte 1653 das Provinzkapitel der Schweizerischen Kapuzinerprovinz, deren Zuständigkeit sich auf Vorderösterreich erstreckte, zum Bau eines Klosters in der Stadt. Am 16. August 1654 wurde das Kreuz der Kapuziner auf dem von der Stadt am Niederen Tor zur Verfügung gestellten Baugelände errichtet. Die Bewilligung durch das Konstanzer Domkapitel erfolgte erst 1655, da die Franziskaner gegen die Ansiedelung eines zweiten Bettelordens votierten. Am 15. August 1655 legte ein Vertreter des verhinderten Abtes des Klosters Sankt Georgen im Schwarzwald Georg Michael Gaisser den Grundstein. Eine Abschrift der eingelegten Gründungsurkunde hat sich im Archiv der Stadt erhalten. Aufgrund der dünnen Finanzlage der Stadt kam der Bau erst 1663 zum Abschluss. Die Bauleitung erfolgte vermutlich durch den Ordensbaumeister (Fabriciarius) Probus Heine. Am 29. Juni 1664 weihte der Konstanzer Fürstbischof Franz Johann Vogt von Altensumerau und Prasberg die Klosterkirche und stellte sie unter das Patronat der Heiligen Wendelin und Konrad. Für den Bau war die ehemalige Wendelinskapelle abgerissen worden. Die daraus stammende Statue des Heiligen wurde in die Kapuzinerkirche übernommen und dessen Bruderschaft inkorporiert. Am 16. April 1668 spaltete sich die neue vorderösterreichische Kapuzinerprovinz von der schweizerischen Kapuzinerprovinz ab. Man war der Auffassung die Schweizer seien den Österreichern von jeher abhold. Am 21. August 1698 wurde der Förderer des Klosters Franz-Karl von Fürstenberg-Donaueschingen in der Laienkirche nahe dem Taufstein im Ordenshabit beigesetzt. Teile dieser Bestattung wurden 1987 freigelegt. 1716 wurde der Laienkirche eine Totenkapelle mit einer Gruft angebaut.

### Säkularisation
1785 ordnete die vorderösterreichische Regierung nach Weisungen aus Wien die Aufhebung des Klosters an. Wie an anderen Orten der Provinz wurde die Weisung mit der Unterstützung des Magistrats nicht vollzogen. 1802 wurde das Kloster erst dem Johanniterorden und dann dem Fürstentum Modena übertragen. Die endgültige Aufhebung erfolgte 1806 nach dem Übergang der Stadt an das Großherzogtum Baden. 1814 wurde der Konventstrakt aufgrund eines Typhusausbruches innerhalb der rückkehrenden Schwarzenbergischen Armee in ein Seuchenlazerett umgewandelt. Die drei im Konvent verbliebenen Patres erlagen innerhalb weniger Wochen der Seuche.

### Aufgaben und Tätigkeiten des Konvents
Die Kapuzinerpriester wirkten vor allem in der Seelsorge der Stadt und der Ortschaften Pfaffenweiler sowie Herzogenweiler. Die seelsorgerische Betreuung der Kranken und Sterbenden war nach dem Usus der Zeit fast ausschließlich den Kapuzinern anvertraut. Der damit verbundene Einfluss auf die Abfassung von Testamenten brachte ihnen wiederholt den Vorwurf der Erbschleicherei ein. Kapuziner nahmen sich in Gefängnissen in besonderer Weise Inhaftierter und Verurteilter an und begleiteten die zum Tode verurteilten auf ihrem letzten Gang.
Ein weiterer Schwerpunkt lag in der Mission, die sich in das evangelische Fürstenbergische Gebiet erstreckte. Zur Beliebtheit der Kapuziner im Volk trug der Verkauf von diversen Klosterarbeiten wie Skapulieren und Kreuzen, Kräuterbüscheln bei.

### Ausstattung
Die 1664 von Christoph Kraft (ca. 1610–1680) aus Rottweil gemalten drei Altarblätter für die Kapuzinerkirche sind nicht mehr nachweisbar. Die verloren gegangenen Altäre fertigte der Villinger Schreiner Michael Heim. Beim Abzug der Württembergischen Besatzungstruppen 1806 vor dem Übergang an ds Großherzogtum Baden wurden die Kelche und andere Zeremonialgefäße des Klosters vom württembergischen Kommissar in Militärbegleitung entführt.

### Auflösung der Bibliothek
Den Villingern Kapuzinern wurde noch 1792 bescheinigt, ihre Bibliothek trotz der anstehenden Auflösung in schöner Ordnung zu halten. Die wertvolleren Einzelbände der Bibliothek des Kapuzinerklosters wurden nach der Aufhebung des Klosters 1807 durch den Badischen Staat eingezogen und zunächst der Universitätsbibliothek Freiburg überstellt. Von dort aus gelangten sie bis auf das ein oder andere unterschlagene Exemplar in die Badische Hofbibliothek nach Karlsruhe. Über die Versteigerung des Klosternventars gelangten weitere Bände der Klosterbibliothek in die Sammlung Wocheler nach Überlingen.